# Schauma
Schauma – marka szamponu produkowanego od 1949 roku przez firmę Henkel, w Polsce sprzedawany pod marką Schwarzkopf.

## Rodzaje
- dla kobiet:
  - ziołowy
  - odbudowa i pielęgnacja
  - wielotonowy kolor
  - odbudowujący Q10
  - ekstra owocowa pielęgnacja
  - ekstra owoc i witamina
  - większa objętość
  - cotton fresh
- dla mężczyzn
  - hair activator
  - przeciwłupieżowy zapobiegający wypadaniu włosów
  - do każdego rodzaju włosów
  - szampon przeciwłupieżowy
  - przeciwłupieżowy classic
  - odświeżający szampon przeciwłupieżowy
- dla dzieci
  - truskawkowo-mleczny
  - owocowy